# 廖基鈺
廖基鈺（?—?），江西省南昌府奉新縣（今江西省奉新縣）人，清朝政治人物、進士出身。
光緒二十一年（1895年），登進士，同年五月，改翰林院庶吉士。光緒二十四年四月，散館，授翰林院編修，后任浙江道監察御史。